# Parco naturale regionale del Vulture
Il parco naturale regionale del Vulture è un'area naturale protetta istituita nel novembre del 2017. Questo parco regionale include l'area del Vulture oltre a parte dei territori comunali di  Atella, Barile, Ginestra, Melfi, Rapolla, Rionero in Vulture, Ripacandida, Ruvo del Monte e San Fele, tutti appartenenti alla Provincia di Potenza.

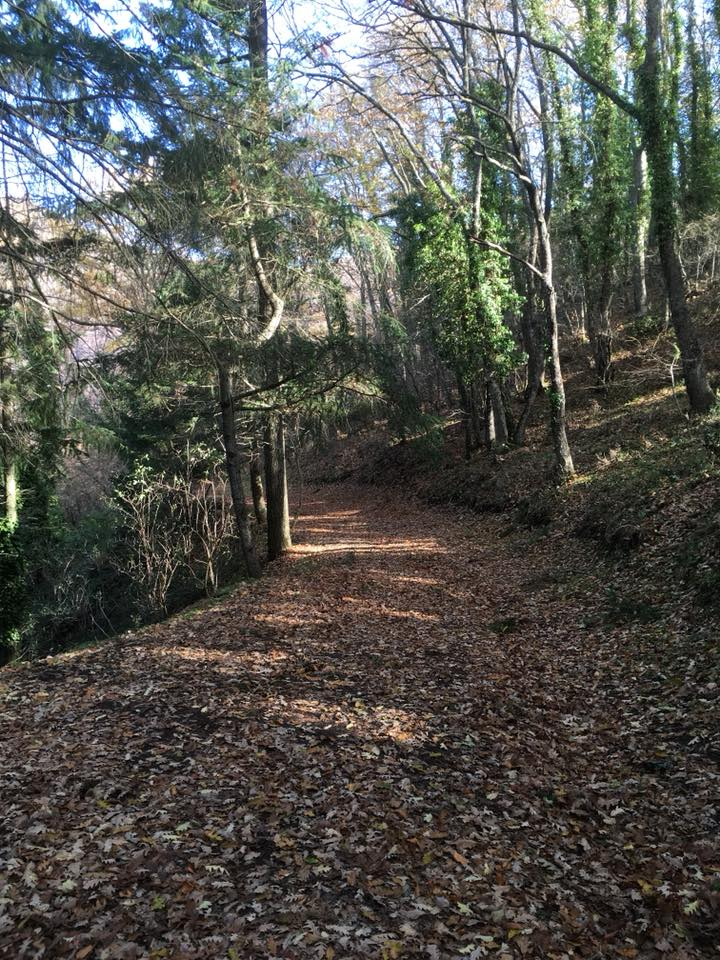
Sentiero del Bello

## Geografia
Il Parco Naturale Regionale del Vulture, secondo la perimetrazione prevista dalla Legge istitutiva, si estende per 57 496 ettari. In tale perimetro sono inclusi la ZSC/ZPS "Monte Vulture" (codice IT9210210) e il SIC/ZPS "Lago del Rendina" (codice IT9210201). L'intera area è divisa in tre differenti livelli di tutela che, sulla base del grado di interesse naturalistico, paesaggistico e culturale, definiscono la tipologia e le modalità in cui è possibile effettuare degli interventi.

## Biodiversità
Il Parco registra una ricchissima biodiversità, e particolarità ambientali dovuta alla varietà geologiche, ecosistemiche e ai microclimi nelle differenti quote altimetriche. Tale unicità è anche ancor più presente in aree contigue ma al di fuori della sua perimetrazione attuale del parco, riferibile alle aree forestali lungo la fiumara di Atella, i boschi delle aree forestali di monte Pierno e dell'Alto Bradano, Foresta demaniale di Lagopesole e boschi contigui, di cui l'unicità territoriale porrebbe la necessità di tutela paesaggistica ed ambientale. Di particolare interesse la flora spontanea del Vulture e i molteplici utilizzi che nel corso dei secoli hanno caratterizzato la vita contadina e monastica di questo ambiente.

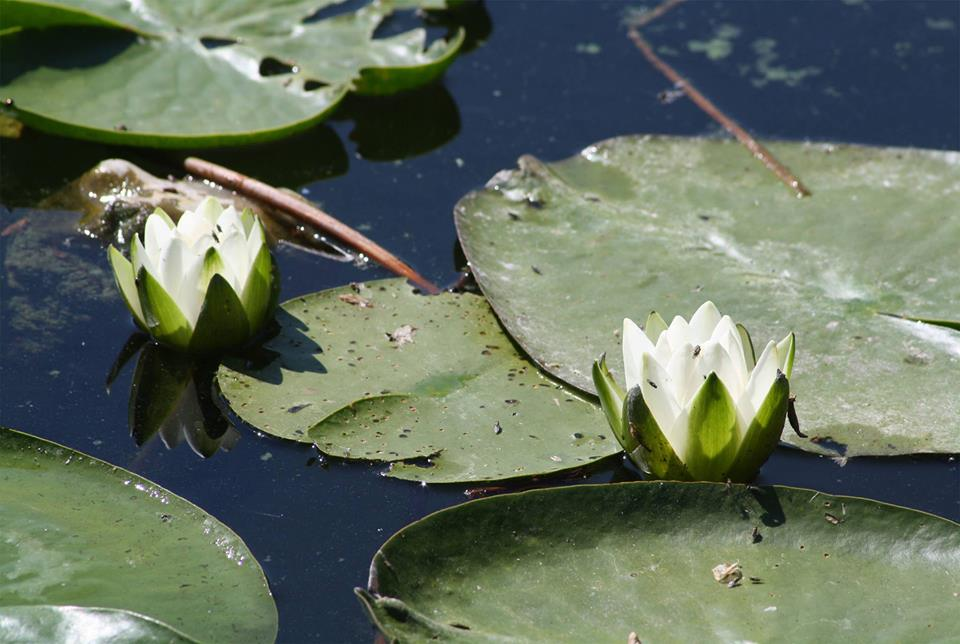
Ninfea alba

## Sentieri
Dislocato in posizione strategica e baricentrica rispetto all'Italia meridionale peninsulare, il territorio in questione è stato sede di un intenso fenomeno di brigantaggio nel periodo successivo all'Unità d'Italia. Molto suggestivi sono i sentieri dei Briganti che ancora oggi è possibile ripercorrere all'interno del Parco.

### Il Sentiero dei Briganti - Sentiero CAI 102
Partendo dai Laghi di Monticchio è possibile fare un'escursione suggestiva nei boschi del Vulture per raggiungere la Fontana dei Faggi, unica risorsa d'acqua ancora presente in zona e situata nei pressi di un'area pic-nic. Il sentiero è in terra battuta e attraversa boschi di castagni, querce e faggi. Il sottobosco cambia con il procedere delle stagioni e alcune delle piante spontanee sono anche delle risorse per l'etnomedicina e la tradizione gastronomica.
Cicerchie, ranuncoli, ferule, lupini, orchidee, rose canine, ortiche, ginestre illuminano con i loro colori il mese di maggio. Lupi, istrici, vari tipi di mustelidi (lontra, tasso, faina, donnola), rospi comuni 
L'ululone appenninico ricci, volpi e cinghiali sono solo alcune delle numerose specie che popolano questi boschi. Una ricca avifauna è presente nell'area per cui è possibile incrociare il volo di picchi, nibbi, poiane e barbagianni.